# Андерс Трондсен
Андерс Трондсен (норв. Anders Trondsen, нар. 30 березня 1995, Ліллегаммер, Норвегія) — норвезький футболіст, центральний півзахисник шведського клубу «Гетеборг».

## Клубна кар'єра
Андерс Трондсен народився у місті Ліллегаммер і грати у футбол почав у місцевому однойменному клубі з Другого дивізіону чемпіонату Норвегії. Вже у 2012 році Трондсен перейшов до складу «Стабека», де провів три сезони. За цей час він разом з клубом вилітав з Тіппеліги і знову повертався.Ще три сезони Трондсен провів у «Сарпсборг 08».
У 2017 році Трондсен приєднався до найсильнішого клубу країни  — «Русенборга». І за час перебування у ньому двічі ставав чемпіоном країни та вигравав національний Кубок. Також брав участь у Лізі чемпіонів та Лізі Європи.
Влітку 2020 року футболіст підписав контракт з турецьким клубом «Трабзонспор».

## Збірна
З 2011 року Андерс Трондсен є гравцем юнацьких та молодіжної збірних Норвегії. У листопаді 2016 року у матчі відбору до чемпіонату світу 2018 року проти команди Чехії Трондсен дебютував у складі національної збірної Норвегії.

## Статистика виступів

### Статистика виступів за збірну
Станом на 14 листопада 2017
| Дата       | Місто  | Господарі          | Результат | Гості    | Турнір           | Голи | Примітки |
| ---------- | ------ | ------------------ | --------- | -------- | ---------------- | ---- | -------- |
| 29-5-2016  | Порту  | Португалія         | 3 – 0     | Норвегія | товариський матч | -    |          |
| 13-6-2017  | Осло   | Норвегія           | 1 – 1     | Швеція   | товариський матч | -    | 72'      |
| 11-11-2017 | Скоп'є | Північна Македонія | 2 – 0     | Норвегія | товариський матч | -    | 79' 87'  |
| 14-11-2017 | Трнава | Словаччина         | 1 – 0     | Норвегія | товариський матч | -    |          |
| Усього     |        | Матчів             | 4         |          | Голів            | 0    |          |

## Титули і досягнення
- Чемпіон Норвегії (1):

«Русенборг»: 2017, 2018
- Переможець Кубка Норвегії (1):

«Русенборг»: 2018
- Переможець Суперкубка Норвегії (1):

«Русенборг»: 2018
- Володар Суперкубок Туреччини (2):

«Трабзонспор»: 2020, 2022
- Чемпіон Туреччини (1):

«Трабзонспор»: 2021-22